# Super League Kerala 2024
La Super League Kerala 2024 è la prima edizione della Super League Kerala, che si è disputata dal 7 settembre al 10 novembre 2024.

## Stagione
La lega è composta da sei squadre, le prime quattro in classifica si sfideranno in semifinali e finale. Il torneo si giocherà in quattro stadi. Ogni squadra deve essere composta da 25 giocatori, di cui sei stranieri, nove nazionali e il resto provenienti dallo stato del Kerala.

## Squadre partecipanti e allenatori

### Squadre partecipanti, stadi e sponsor
| Club                       | Stagione | Città              | Stadio                                     |
| -------------------------- | -------- | ------------------ | ------------------------------------------ |
| Calicut                    | dettagli | Kozhikode          | Kozhikode Corporation EMS Stadium          |
| Forca Kochi                | dettagli | Kochi              | Jawaharlal Nehru Stadium                   |
| Kannur Warriors            | dettagli | Kannur             | Jawahar Municipal Stadium                  |
| Malappuram                 | dettagli | Malappuram         | Malappuram District Sports Complex Stadium |
| Thiruvananthapuram Kombans | dettagli | Thiruvananthapuram | Chandrasekharan Nair Stadium               |
| Thrissur Magic             | dettagli | Thrissur           | Thrissur Municipal Corporation Stadium     |

### Allenatori
| Club                       | Allenatore         | In carica dal  | Vice-allenatore   | Vice-allenatore indiano |
| -------------------------- | ------------------ | -------------- | ----------------- | ----------------------- |
| Calicut                    | Ian Andrew Gillian | 13 luglio 2024 |                   | Biby Thomas Muttath     |
| Forca Kochi                | Mário Lemos        | 12 agosto 2024 |                   | Jo Paul Ancheri         |
| Kannur Warriors            | Manolo Sánchez     | 3 agosto 2024  |                   | Shafeeq Hassan M        |
| Malappuram                 | John Gregory       | 18 luglio 2024 | Dragoș Firțulescu | Cleofas Alex            |
| Thiruvananthapuram Kombans | Sérgio Alexandre   | 7 luglio 2024  |                   | Kali Alaudeen           |
| Thrissur Magic             | Giovanni Scanu     | 13 agosto 2024 |                   | Satheevan Balan         |

## Giocatori stranieri
Il numero di giocatori stranieri ammessi in una squadra è di minimo cinque e massimo sei. Tuttavia, il numero massimo di giocatori stranieri ammessi in campo è quattro.
| Squadra                    | Giocatore 1      | Giocatore 2    | Giocatore 3           | Giocatore 4    | Giocatore 5       | Giocatore 6    |
| -------------------------- | ---------------- | -------------- | --------------------- | -------------- | ----------------- | -------------- |
| Calicut                    | Kervens Belfort  | James Kotei    | Richard Osei Agyemang | Papé Diakité   | Ernest Barfo      | John Kennedy   |
| Forca Kochi                | Raphael Augusto  | Dziri Omrane   | Mohamed Nidhal Said   | Siyanda Ngubo  | Dorielton         | Luis Rodríguez |
| Kannur Warriors            | Adrián Sardinero | Eloy Ordóñez   | Asier Gomes           | Varo Álvarez   | Ernesten Lavsamba | David Grande   |
| Malappuram                 | Pedro Manzi      | Sérgio Barboza | Aitor Aldalur         | Joseba Beitia  | Rubén Garcés      | Álex Sánchez   |
| Thiruvananthapuram Kombans | Marcos Wilder    | Patrick Mota   | Davi Kuhn             | Renan Januario | Michel Americo    | Autemar Bispo  |
| Thrissur Magic             | Marcelo Toscano  | Maílson        | Atimele A. Beleck     | Uelber         | Lucas Góes        | Alex Priscila  |

## Classifica
|  | Pos. | Squadra                    | Pt | G  | V | N | P | GF | GS | DR  |
|  | ---- | -------------------------- | -- | -- | - | - | - | -- | -- | --- |
|  | 1.   | Calicut                    | 19 | 10 | 5 | 4 | 1 | 18 | 9  | +9  |
|  | 2.   | Forca Kochi                | 16 | 10 | 4 | 4 | 2 | 10 | 8  | +2  |
|  | 3.   | Kannur Warriors            | 16 | 10 | 4 | 4 | 2 | 16 | 15 | +1  |
|  | 4.   | Thiruvananthapuram Kombans | 13 | 10 | 3 | 4 | 3 | 14 | 15 | -1  |
|  | 5.   | Malappuram                 | 10 | 10 | 2 | 4 | 4 | 13 | 14 | -1  |
|  | 6.   | Thrissur Magic             | 5  | 10 | 1 | 2 | 7 | 5  | 15 | -10 |

Legenda:

      Vincitore della Super League Kerala 2024.
      Qualificate alla fase play-off.

## Spareggi

### Play-off

#### Tabellone
|  | Semifinali | Semifinali                 | Semifinali |             |   | Finale  | Finale | Finale |  |
|  |            |                            |            |             |   |         |        |        |  |
|  | 1          | Calicut                    | 2          |             |   |         |        |        |  |
|  | 1          | Calicut                    | 2          |             |   |         |        |        |  |
|  | 4          | Thiruvananthapuram Kombans | 1          |             |   |         |        |        |  |
|  | 4          | Thiruvananthapuram Kombans | 1          |             | 1 | Calicut | 2      |        |  |
|  |            |                            |            |             | 1 | Calicut | 2      |        |  |
|  |            |                            | 2          | Forca Kochi | 1 |         |        |        |  |
|  | 2          | Forca Kochi                | 2          | Forca Kochi | 1 | 2       |        |        |  |
|  | 2          | Forca Kochi                |            |             |   |         |        |        |  |
|  | 3          | Kannur Warriors            | 0          |             |   |         |        |        |  |

## Statistiche

### Squadre

#### Classifica in divenire
|                            | 1ª | 2ª | 3ª | 4ª | 5ª | 6ª | 7ª | 8ª | 9ª | 10ª |
| -------------------------- | -- | -- | -- | -- | -- | -- | -- | -- | -- | --- |
| Calicut                    | 1  | 4  | 5  | 6  | 7  | 10 | 13 | 16 | 16 | 19  |
| Forca Kochi                | 0  | 1  | 2  | 5  | 8  | 9  | 10 | 10 | 13 | 16  |
| Kannur Warriors            | 3  | 4  | 5  | 8  | 9  | 12 | 13 | 13 | 16 | 16  |
| Malappuram                 | 3  | 3  | 4  | 4  | 5  | 6  | 6  | 9  | 9  | 10  |
| Thiruvananthapuram Kombans | 1  | 4  | 5  | 5  | 6  | 6  | 9  | 12 | 12 | 13  |
| Thrissur Magic             | 0  | 0  | 1  | 2  | 2  | 2  | 2  | 2  | 5  | 5   |

### Individuali

#### Classifica marcatori
| Gol | Rigori |  | Giocatore              | Squadra                    |
| --- | ------ |  | ---------------------- | -------------------------- |
| 8   | 0      |  | Dorielton              | Forca Kochi                |
| 5   | 0      |  | Kervens Belfort        | Calicut                    |
| 5   | 3      |  | Autemar Bispo          | Thiruvananthapuram Kombans |
| 4   | 0      |  | Adrián Sardinero       | Kannur Warriors            |
| 4   | 0      |  | Gani Nigam             | Calicut                    |
| 4   | 2      |  | Pedro Manzi            | Malappuram                 |
| 3   | 0      |  | Faslu Rahman           | Malappuram                 |
| 3   | 0      |  | Álex Sánchez           | Malappuram                 |
| 3   | 1      |  | David Grande           | Kannur Warriors            |
| 2   | 0      |  | Britto PM              | Calicut                    |
| 2   | 0      |  | Asier Gomes            | Kannur Warriors            |
| 2   | 0      |  | Alister Anthony        | Kannur Warriors            |
| 2   | 0      |  | Richard Osei           | Calicut                    |
| 2   | 0      |  | Riyas PT               | Calicut                    |
| 2   | 0      |  | John Kennedy           | Calicut                    |
| 1   | 0      |  | Abhijit Sarkar         | Thrissur Magic             |
| 1   | 0      |  | Varo Álvarez           | Kannur Warriors            |
| 1   | 0      |  | Muhammed Ashar         | Thiruvananthapuram Kombans |
| 1   | 0      |  | Basanta Singh          | Forca Kochi                |
| 1   | 0      |  | Vishnu TM              | Thiruvananthapuram Kombans |
| 1   | 0      |  | Lalhmangaihsanga Ralte | Thiruvananthapuram Kombans |
| 1   | 0      |  | Siyanda Ngubo          | Forca Kochi                |
| 1   | 0      |  | Ernesten Lavsamba      | Kannur Warriors            |
| 1   | 0      |  | Ganesh U.              | Thiruvananthapuram Kombans |
| 1   | 0      |  | Marcos Wilder          | Thiruvananthapuram Kombans |
| 1   | 0      |  | Rahul KP               | Forca Kochi                |
| 1   | 0      |  | Muhammed Riyas         | Calicut                    |
| 1   | 0      |  | Uelber                 | Thrissur Magic             |
| 1   | 0      |  | Lucas Góes             | Thrissur Magic             |
| 1   | 0      |  | Mohamed Nidhal Said    | Forca Kochi                |
| 1   | 0      |  | Vyshnav P.             | Thiruvananthapuram Kombans |
| 1   | 0      |  | Arjun MM               | Thrissur Magic             |
| 1   | 0      |  | Rishad Gafoor          | Kannur Warriors            |
| 1   | 0      |  | Abdul Hakku            | Calicut                    |
| 1   | 0      |  | Ernest Barfo           | Calicut                    |
| 1   | 0      |  | Davi Kuhn              | Thiruvananthapuram Kombans |
| 1   | 0      |  | Shihad Nelliparamban   | Thiruvananthapuram Kombans |
| 1   | 0      |  | Rafael Resende         | Calicut                    |
| 1   | 0      |  | Akmal Shan             | Thiruvananthapuram Kombans |
| 1   | 0      |  | Luis Rodríguez         | Forca Kochi                |
| 1   | 0      |  | Pragyan Gogoi          | Kannur Warriors            |
| 1   | 0      |  | Aitor Aldalur          | Malappuram                 |
| 1   | 0      |  | Sérgio Barboza         | Malappuram                 |
| 1   | 0      |  | Paul Ramfangzauva      | Thiruvananthapuram Kombans |
| 1   | 0      |  | Thoi Singh             | Calicut                    |